# Houdini (filme)
Houdini (bra: Houdini, o Homem Miraculoso; prt: Houdini) é um filme norte-americano de 1953, do gênero drama biográfico, dirigido por George Marshall, com roteiro de Philip Yordan baseado no romance Houdini, de Harold Kellock, por sua vez inspirado na vida do ilusionista Harry Houdini.
É o primeiro filme a reunir o casal Tony e Janet.

## Elenco
- Tony Curtis ....  Harry Houdini
- Janet Leigh ....  Bess Houdini
- Torin Thatcher ....  Otto
- Angela Clarke ....  sra. Weiss
- Stefan Schnabel ....  advogado alemão
- Ian Wolfe ....  Malue
- Sig Ruman ....  Schultz
- Michael Pate ....  Dooley
- Connie Gilchrist ....  sra. Shultz
- Malcolm Lee Beggs ....  carcereiro inglês
- Frank Orth ....  sr. Hunter
- Barry Bernard ....  insp. Marlick
- Douglas Spencer ....  Simms

## Sinopse
A trama conta a história de Harry Houdini, ilusionista americano que, não reconhecido em seu país natal, onde se apresentava em [[parques de diversões, vence um concurso e viaja à Europa, onde se torna famoso.